# The Firstfruit
『The Firstfruit』（ザ・ファーストフルーツ）は、2025年4月7日にカカオエンターテインメントから発売されたマークのデビューアルバム。

## 概要
- NCTのメンバー・マークのデビューアルバム。
- マークは、これまでに「NCT」とその派生ユニット「NCT 127」「NCT DREAM」のメンバーとして活動してきたほか、アベンジャーズグループ「SuperM」としてもデビューした。また、多数のグループのアルバムの作詞・作曲に参加するのはもちろん「Child」「Golden Hour」「200」などの自作曲で、ユニークでオールラウンダーな音楽性をアピールしてきた。
- タイトル曲「1999」をはじめ、先行公開された「200」「Fraktsiya (feat. LEE YOUNG JI)」など、全13曲が収録されている[1]。
- マークの故郷であるトロントや、初めての移住地であるニューヨーク、学生時代を過ごしたバンクーバー、そしてアーティストとしての夢を実現したソウルの基盤となった4つの都市から受けたインスピレーションを基に制作されている[1]。
- 4つの都市をモチーフに、セクションを4つに分けたアルバム構成となっている。
- 3月19日午後6時、各音楽配信サイトを通じて、収録曲「+82 Pressin' (feat. HAECHAN)」を先行公開した[1]。

## プロモーション

### 予告編
- 3月24日、予告映像「1999, Toronto」を公開した[2]。
マークの旅が始まったトロントチャプターの軽やかな雰囲気を先取りできるコンテンツ[2]。幼少期の感情と内面の成長過程を抽象的、かつウィットに富んだイメージで表現している[2]。
- 3月27日、ハイライトメドレー「The Firstfruit Air: 13 Travel Guidelines」を公開した[3]。
「The Firstfruit航空」に乗ってマークの旅を共にするというコンセプト。各曲のメッセージを航空機のガイドラインのようにユーモアたっぷりに表現している[3]。
- 3月28日、コンセプトイメージ「2006, NewYork」を公開した[4]。
さまざまな都市で暮らしたマークを異邦人として描き出し、不慣れで多様な都市での経験を通じて自分だけの雰囲気を身にまとっていくマークの姿が表現されている[4]。
- 3月30日、ライブクリップ映像「2011, Vancouver」を公開した[5]。
収録曲「Raincouver」の音源の一部が公開されており、曲の雰囲気を表現した感性的な映像となっている[5]。
- 4月1日、ドキュメンタリー映像「Mark Lee (b. 1999)」を公開した[6]。
マークのこれまでの活動を振り返るシーンやアーティストとしての信念と目標、そして誠実な内面を淡々と伝えるナレーションが強い印象を与える映像となっている[6]。

### ミュージックビデオ
- 3月19日、収録曲「+82 Pressin' (feat. HAECHAN)」ミュージックビデオを公開した[7]。
ミュージックビデオは、関心と愛に厳しい目を向ける灰色の都市ソウルに感情を呼び起こし、色彩を吹き込む2人の物語を描いている[7]。映画『シン・シティ』をオマージュした、静的なカメラワークとグラフィックノベルを見ているような独特の演出で没入感を高めている[7]。
- 4月7日、タイトル曲「1999」ミュージックビデオを公開した[8]。
仮想の1999年に、ミレニアム・バグで混乱に陥った世界に2025年から来たマークが、偽情報に惑わされる市民を救うスーパースターになるというストーリー[8]。様々なキャラクターに変身したマークの多彩な魅力が詰め込まれている[8]。また、1999年のY2K感性を表現した演出をはじめ、マークに関連する様々な要素が映像のあちこちに仕掛けられている[8]。

### イベント
- 4月3日、プライベートリスニングパーティー「Mark's Homecoming」を開催[9]。
プレイリストを公開するのはもちろん、アルバム準備過程や楽曲に込めた話を率直に伝える[9]。また、スペシャルアコースティックライブも実施された[9]。
- 4月7日午後8時、聖水（ソンス）文化芸術広場FBシアターにて「The Firstfruit Showcase」を開催[10]。イベントの様子は、各種SNSチャンネルを通じて生中継された[10]。
アルバムのキーワードである「都市」に着眼し、空港ターミナルでまた別の到着地を探す旅程をコンセプトに企画されている[10]。
同日午後4時には、音源公開前にファンと一緒にアルバムを聞いて直接話を交わすリスニングセッションを開催する[10]。
- 5月15日より、名古屋・大阪・横浜でショーケースツアー「The Firstfruit SHOWCASE LIVE in JAPAN」をスタート。

## 収録曲
1. Toronto's Window [1:46]
  - 作詞：MARK
  - 作曲：CODE KUNST、Pick!
  - 編曲：CODE KUNST

CODE KUNSTが作曲、および編曲を担当した温かな雰囲気の楽曲[3]。
2. 1999 [3:25]
  - 作詞：MARK、dress、Samson
  - 作曲：MARK、dress、Samson、SINJUN、PAPRIKAA、Jonah Renna、Desmond 'DCope' Copeland
  - 編曲：dress

壮大なオーケストラ楽器と個性的なサウンドのギター、金管楽器、ホイッスルなど、多彩な楽器サウンドが調和し、軽快な雰囲気を醸し出すポップジャンルの楽曲[11]。
歌詞には、ソロアルバムという初の船出を迎える今この瞬間が、まるで自身が生まれた1999年を再び迎えたかのように感じるという意味と、世紀の最後の年に生まれた自分が世紀の終わりを飾るアーティストになるという抱負を表現している[11]。
3. Flight to NYC [1:29]
  - 作詞：MARK
  - 作曲：PixelWave
  - 編曲：PixelWave

故郷・トロントを離れ、ニューヨークに向かう飛行機の中で感じた感情を盛り込んだスキットトラック（間奏曲）[4]。
飛行機の環境音と夢幻的で独特な雰囲気のビート、口ずさむようなナレーションが印象的な楽曲[4]。
4. Righteous [2:58]
  - 作詞：MARK、dress、Samson、Raf Sandou、Jeffrey white、MASON HOME
  - 作曲：MARK、dress、Samson、Desmond 'DCope' Copeland、Raf Sandou、Jeffrey white、MASON HOME
  - 編曲：dress

観衆の荒々しいチャンティングで始まるヒップホップナンバー[4]。重厚なキックドラムとベース、耳を刺すように繰り返されるハイハットシンバルのサウンドが躍動感を醸し出している[4]。
全世界を駆け回るアーティストとしての存在感とステージの上では地面を揺らすほど強烈なエネルギーを発散する自信を込めた[4]。
5. Fraktsiya（프락치; 工作員、スパイ）(feat. LEE YOUNG JI) [3:13]
  - 作詞：MARK、LEE YOUNG JI、ron、jane、dress、Raf Sandou、Jeffrey white
  - 作曲：MARK、dress、ron、Raf Sandou、Jeffrey white
  - 編曲：dress

タイトル「프락치」は、ロシア語「Фракция（政党内の分派、派閥）」に由来した言葉。
ハウス風のコード進行の上に展開される重みのある808ベースと、強烈に繰り返されるシンセサイザーサウンドが印象的なヒップホップナンバー[12]。ヒップホップのサブジャンルであるUKドリルの要素を加えている[12]。
歌詞には、K-POPとヒップホップを行き来しながら活躍するマークとイ・ヨンジの姿をスパイに例えて表現した[12]。
6. Raincouver [2:39]
  - 作詞：MARK
  - 作曲：Anders Gukko、Dewain Whitmore Jr、Ebenezer Fabiyi、Tony Ferrari
  - 編曲：Anders Gukko、Ebenezer Fabiyi

穏やかな鳥の鳴き声と繊細なピアノサウンドが魅力的なポップジャンルの楽曲[5]。
空から降る雨粒を見つめながら、純粋だった過去の自分を懐かしむ気持ちを、バンクーバーに対する温かい記憶と共に盛り込んだ[5]。
7. Loser [2:50]
  - 作詞：MARK、dress、ron、jane
  - 作曲：MARK、dress、Heon Seo
  - 編曲：dress

ビンテージな質感のギター2台とベースだけで構成されたミニマルサウンドの楽曲[13]。
8. Watching TV (feat. Crush) [3:06]
  - 作詞：MARK、dress、ron、jane
  - 作曲：MARK、dress、ron、SINJUN、Desmond 'DCope' Copeland、Samson
  - 編曲：dress

90年代R&Bからインスピレーションを受けた楽曲[13]。
マークがシナリオ作家になって、一編の映画を執筆するようにストーリーが展開していく歌詞が印象的である[13]。
9. +82 Pressin' (feat. HAECHAN） [3:22]
  - 作詞：MARK
  - 作曲：Thomas Brown、Pontus Kalm、Theron Thomas、Courtlin Jabrae Edwards、Andrew Choi
  - 編曲：Tommy 'TB Hits' Brown、Pontus 'Oneye' Kalm

ソウルセクションの最初の楽曲[7]。ソウルに来た後、同じ夢に向かって共に走ってきたヘチャンと初めて披露するデュエット曲[7]。
繰り返し響き渡るホイッスルサウンドとVOXサンプルを活用したベースラインが魅力的なヒップホップナンバー[7]。マーチング・スネアドラムと力強いキックドラム、スピード感のあるラップが躍動感に満ち溢れている[7][14]。
韓国の国番号「+82」を活用した歌詞は、マークが自ら作詞しており、ソウルを拠点に活動する2人の自信をウィットに富んだ表現で伝えている[7]。
10. 200 [2:45]
  - 作詞：MARK、jane、ron
  - 作曲：MARK、dress、Sion、Olmos、Dustin Brown
  - 編曲：dress

ロックサウンドをベースにしたドラムンベースジャンルの楽曲で、2000年代初期の電子ギターのサウンドと叙情的なメロディーが調和している[15]。速いテンポのドラムとシンセベースサウンド、その上に加わるスピーディーなラップが聞く楽しさを与えている[15]。
歌詞には、予想できなかった愛が結果的に運命の出会いになる物語を純粋に表現しており、2人が会えばさらに完璧になるという意味が込められている[15]。
11. Journey Mercies [3:45]
  - 作詞：MARK、Brian mantra
  - 作曲：MARK、Brian mantra、dress
  - 編曲：dress、Brian mantra

R&Bボーカルとビンテージな質感のギター、Lo-Fiサウンドのシンセサイザーが融合した感性あふれる楽曲[6]。
長い旅の終わりに、過ぎ去った時間の足跡を振り返るという内容の歌詞が余韻を残している[6]。
12. Mom's Interlude [1:35]
  - 作曲：MARK、강승혜

マークの母親がピアノ演奏を担当している[3]。マークと母親が交わす温かな対話も収録されており、家族の真心が伝わる特別なトラックとなっている[3]。
13. Too Much [3:34]
  - 作詞：MARK、Samson、dress
  - 作曲：MARK、dress、Samson
  - 編曲：dress

ピアノの旋律とオルタナティブ・サウンドのリズム楽器、徐々に高まっていくボーカルとドラムが立体的な印象を与える楽曲[6]。
歌詞には、自分が受ける愛が最大の力になるというメッセージが表現されている[6]。

## リリース
| リリース日   | レーベル                   | 規格                 | 商品番号                        |
| ------------ | -------------------------- | -------------------- | ------------------------------- |
| 2025年4月7日 | カカオエンターテインメント | CD                   | L700001512 （Photobook ver.）   |
| 2025年4月7日 | カカオエンターテインメント | CD                   | L700001513 （Square flap ver.） |
| 2025年4月7日 | カカオエンターテインメント | CD                   | L700001534 （Trilogy ver.）     |
| 2025年4月7日 | カカオエンターテインメント | ミュージック・カード | L700001514 （First Juice ver.） |